# Тангара (комуна)
Тангара — одна з комун провінції Нгозі, на півночі Бурунді. Центр — однойменне містечко Тангара.